# Roland Gööck

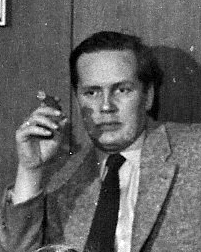
Roland Gööck (1958)

Roland Gööck (* 29. September 1923 in Felchta; † 2. Oktober 1991 in Regensburg) war ein deutscher Redakteur, Sachbuchautor und Lektor, der ab 1954 hauptsächlich für den Bertelsmann Verlag tätig war.

## Leben und Karriere
Roland Gööck wurde als Sohn eines Pfarrers in Thüringen geboren; die Vorfahren väterlicherseits kamen aus dem Baltikum.
Gööcks erstes Buch, der utopische Kriminalroman Corix ist dagegen, erschien 1948 unter dem Pseudonym Peter Roland.
Von 1954 bis 1962 war Gööck Bertelsmann-Pressechef. Ende der 1950er Jahre gab er neue Ausgaben der Werke von Jules Verne (Sigbert Mohn Verlag, Vier-Falken-Verlag) und Daniel Defoe (Sigbert Mohn Verlag, Bertelsmann Lesering) heraus und bearbeitete 1958 für Bertelsmann eine Biografie von Zarah Leander nach der gleichnamigen Serie in der Bild-Zeitung von Max Pierre Schaeffer. Anfang der 1960er Jahre folgten Editionen von Karl-May-Büchern für den Bertelsmann-Verlag, Mosaik Verlag (Hamburg), Scherz Verlag (Bern) und Phoenix Verlag (Bern/München), Heidi (Bertelsmann Lesering, Phoenix Verlag), Ende der 1960er Jahre Onkel Toms Hütte (Bertelsmann, Scherz Verlag) und Wilhelm Busch’s Hausapotheke (Praesentverlag Peter).
1962 war der Beginn der Sachbuchkarriere von Roland Gööck. Er schlug Bertelsmann vor, ein großes Kochbuch für den Bertelsmann Lesering zu konzipieren; das Buch überholte im 1. Quartal 1963 alle Auflagenrekorde. Darauf schrieb Gööck in den 1960er, 1970er und 1980er Jahren mehr als 230 Sachbücher und Bildbände unter seinem eigenen Namen (Gesellschaftsspiele, Kochbücher) aber auch unter verschiedenen Pseudonymen, die jeweils für bestimmte Themengruppen gewählt wurden:
Roland M. Gööck (u. a. Fußball), Lutz Adron (Allgemeinwissen), Pim Pinelli (Gewürze der Welt), Peter Roland, Alexander Ettl (Rezeptbücher für Fisch, Käse, Gewürze), Alex Ettl (Architektur, Kochbücher), Roland Gek (nur für Bücher in Serbien verwendet), Roland Gēks (Große Erfindungen …), Rolf Jeromin („weltmännische“ Themen: Wein-Ratgeber, kulinarische Küche weltweit, Reisebeschreibungen), Peter Korn (Karl-May-Bücher), Franz Mausener (humoristische Themen) und Peggy Persson (Wilhelm Busch’s Hausapotheke).
Bei Bertelsmann hatte Gööck den Titel Sachbuch-Goethe, andere bezeichneten ihn als „Vielschreiber“ und „Sachbuch-Alleskönner“ oder als „Tausendsassa“ und „Auflagenmillionär“. Im Jahre 1983 hatten seine 230 Bücher eine Gesamtauflagenzahl von 41,5 Millionen erreicht, darunter auch das als deutsches Sachbuch führende Das neue große Kochbuch (3 Mio. Auflage), Alle Wunder dieser Welt (2 Mio.) und Der Mensch in seiner Welt (12 Bände, zusammen 12 Mio.).
Neben der Vielseitigkeit der von ihm bearbeiteten Themen war auch die Schnelligkeit von Publikationen Gööcks Spezialität. Erstmals bei den Olympischen Sommerspielen 1960 in Rom sorgten Gööck und sein Team dafür, dass bereits vier Tage nach der Schlussfeier die ersten Bildbände in die Buchläden kamen. Weitere „Gööck’sche Schnellschüsse“ (Branchenjargon) erfolgten mit Bildbänden innerhalb von nur drei Tagen bei Fußball- und Leichtathletik-Weltmeisterschaften und Olympischen Spielen.

„Nach dem ersten Buch begann mir die Sache Spaß zu machen. Heute schreibe ich Bücher, weil jeder Buchplan für mich ein neues großes Abenteuer ist, weil ich bei jedem eine Menge dazulerne und weil ich es für eine wichtige und gute Sache halte, einfache Dinge einfach auszudrücken.“

## Publikationen
Bei den meisten Publikationen (Stand 1983: 230 Bücher, Sachbücher und Bildbände) ist es unmöglich nachzuvollziehen, in welchem Ausmaß Roland Gööck Autor, Initiator, Koordinator und/oder Herausgeber war. Laut WorldCat gibt es derzeit (2011) 613 Werke in 951 Veröffentlichungen und 21 Sprachen, darunter Deutsch, Englisch, Finnisch, Französisch, Italienisch, Kroatisch, Lettisch, Niederländisch, Norwegisch, Polnisch; Portugiesisch, Schwedisch, Serbisch, Slowakisch, Slowenisch, Spanisch und Ungarisch.

### Frühe Einzeltitel
- Peter Roland (Roland Gööck): Corix ist dagegen (Utopischer Kriminalroman), Iris-Bücherei, Engelbert-Verlag, Iserlohn/Regensburg, 1948
- Roland Gööck: Als die Sperrmauer brach – Ein Bericht über die Zerstörung der Edertalsperre am 17. Mai 1943 und den Wiederaufbau im Edertal; Wilhelm Bing Verlag, Korbach, 1953

### Sachbücher (Auswahl)
- Bertelsmann
  - Roland Gööck: Bertelsmann (Ausführlicher Überblick über den Konzern), Sigbert Mohn Verlag, Gütersloh, 1959.
  - Roland Gööck: Bücher für Millionen. Fritz Wixforth und die Geschichte des Hauses Bertelsmann, Gütersloh, Bertelsmann Sachbuchverlag, 1968.
- Kochbücher und Gewürze (mindestens 53 Bücher), darunter:
  - Roland Gööck: Das neue große Kochbuch, Bertelsmann-Ratgeberverlag, München, Gütersloh, Wien, 1963 (1. Aufl.).
  - Roland Gööck: Roland Gööcks neue große Kochschule, Mosaik-Verlag, München, 1986.
  - Roland Gööck: Das Buch der Gewürze, Mosaik-Verlag, München, 1965 (1. Aufl.)
  - Roland Gööck: Backen mit Lust und Liebe, 800 Rezepte, Bertelsmann Verlag, Gütersloh, 1970.
  - Roland Gööck: Die 100 berühmtesten Rezepte der Welt – das Farbbild-Kochbuch der internationalen Spezialitäten, Sigloch-Edition, Künzelsau, 1983.
- Allgemeinwissen und Quizfragen (mindestens 41 Bücher), darunter:
  - Roland Gööck: Quiz – Quiz – Quiz. 2222-mal in die Kiste gegriffen, in der Ihr Wissen schlummert, C. Bertelsmann Verlag, Gütersloh, 1. Aufl. 1959.
  - Roland Gööck: Erfindungen der Menschheit (insgesamt 12 Bände: Wind, Wasser, Sonne, Kohle, Öl; Gesundheit, Nahrung, Wohnen, Bauen; Textil, Bauen und Wohnen, Beleuchtung; Schall, Bild, Optik; Nachrichtentechnik Elektrotechnik; Schrift – Druck – Musik), Sigloch Edition, Künzelsau, 1984.
  - Markus Plessner, Roland Gööck: Der Mensch in seiner Welt, 12 Bände, Bertelsmann Verlag (Reinhard Mohn OHG, Praesent-Verlag Heinz Peter) 1980.
- Reise-Bildbände und Atlanten (mindestens 19 Bücher), darunter:
  - Roland Gööck: Das große Deutschland-Reisebuch, Praesent Verlag Peter, Hamburg, 1966.
  - Roland Gööck: Die großen Traumreisen – die schönsten Reiseziele der Welt von Rom bis Rio, Europäische Bildungsgemeinschaft, Stuttgart, 1973 (1. Aufl.).
  - Roland Gööck: Neuer großer Weltatlas, Reise- und Verkehrsverlag, Berlin / Gütersloh / Stuttgart, 1975.
- Heimwerken und Einrichten (mindestens 9 Bücher), darunter:
  - Roland Gööck: Das große Heimwerkerbuch für Haus, Wohnung und Garten, Mosaik-Verlag, München, 1981.
- Ratgeber „Wein und Spirituosen“ (mindestens 9 Bücher), darunter:
  - Roland Gööck: Das 1 × 1 des guten Weins Mosaik-Verlag, 1978.
- Geheimnisse und Mystery (mindestens 8 Bücher), darunter:
  - Roland Gööck: Die großen Rätsel unserer Welt an den Grenzen des menschlichen Wissens, Bertelsmann Verlag, Gütersloh, 1969
- Party und Hobby (mindestens 6 Bücher), darunter:
  - Roland Gööck: Das 1 × 1 der Zauberei, 1966.
  - Roland Gööck: Das Party-Buch, Bertelsmann Verlag, Gütersloh, 1976.
  - Roland Gööck: Das große praktische Handarbeitsbuch Mosaik Verlag, München, 1977.
- Gesellschaftsspiele (mindestens 5 Bücher), darunter:
  - Roland Gööck: Das große Buch der Spiele – 1000 Spiele für jung und alt, C. Bertelsmann Verlag, Gütersloh, 1. Aufl. 1964.
- Weltmeisterschaften und Olympische Spiele (mindestens 4 Bücher), darunter:
  - Roland Gööck: VIII. Fußball-Weltmeisterschaft England 1966, Bertelsmann Verlag, Gütersloh, 1966.
  - Roland Gööck: Die Olympischen Spiele, Mexico City, Grenoble, 1968, Bertelsmann Verlag, Gütersloh, 1969.
- Gesundheit und Humor (mindestens 3 Bücher), darunter:
  - Roland Gööck: Gipsverband & Ohrensausen – Kniffe, Tricks und Tips für Gesundheit und Wohlbefinden, Heyne Verlag, München, 1982.